# Emil Jonassen
Emil Jonassen Sætervik (Skien, 17 febbraio 1993) è un ex calciatore norvegese, di ruolo difensore.

## Carriera

### Club
Jonassen ha cominciato la carriera professionistica con la maglia dell'Odd Grenland. Ha debuttato nell'Eliteserien il 26 settembre 2010, quando ha sostituito Torjus Hansén nel successo per 5-0 sul Sandefjord. Si è svincolato al termine del campionato 2014. Il 29 gennaio ha trovato un accordo per rinnovare il contratto con il club per una stagione, tornando così in squadra e scegliendo il numero 19.
L'8 dicembre 2015, il Bodø/Glimt ha annunciato sul proprio sito internet d'aver ingaggiato Jonassen, che si è legato al nuovo club con un contratto triennale. Ha esordito in squadra in data 13 marzo 2016, schierato titolare nella vittoria interna per 2-0 sul Sogndal: nella stessa partita, ha trovato la prima rete per il Bodø/Glimt, nonché la prima marcatura nella massima divisione locale. Al termine della 30ª ed ultima giornata di campionato, in virtù della sconfitta per 2-1 sul campo del Rosenborg e della contemporanea vittoria per 3-0 dello Stabæk sullo Start, il Bodø/Glimt è scivolato al 15º posto, retrocedendo così in 1. divisjon. Jonassen ha chiuso la stagione con 26 presenze ed una rete, tra campionato e coppa.
Il 15 marzo 2019, libero da vincoli contrattuali, è passato ai bielorussi del BATĖ Borisov. Ha esordito in Vyšėjšaja Liha in data 30 marzo, schierato titolare nella vittoria casalinga per 2-0 sul Dnjapro Mahilëŭ.
Il 12 marzo 2020 ha fatto ritorno in Norvegia, firmando un biennale con lo Stabæk.
Il 31 agosto 2021 ha fatto ritorno all'Odd, con cui ha firmato un contratto valido fino al termine della stagione. Al termine della stagione, si è ritirato dal calcio professionistico.

## Statistiche

### Presenze e reti nei club
Statistiche aggiornate al 5 giugno 2022.
| Stagione          | Club              | Campionato        | Campionato | Campionato | Coppe nazionali | Coppe nazionali | Coppe nazionali | Coppe continentali | Coppe continentali | Coppe continentali | Supercoppe | Supercoppe | Supercoppe | Totale | Totale |
| Stagione          | Club              | Comp              | Pres       | Reti       | Comp            | Pres            | Reti            | Comp               | Pres               | Reti               | Comp       | Pres       | Reti       | Pres   | Reti   |
| ----------------- | ----------------- | ----------------- | ---------- | ---------- | --------------- | --------------- | --------------- | ------------------ | ------------------ | ------------------ | ---------- | ---------- | ---------- | ------ | ------ |
| 2010              | Odd               | ES                | 1          | 0          | CN              | 1               | 0               | -                  | -                  | -                  | -          | -          | -          | 1      | 0      |
| 2011              | Odd               | ES                | 9          | 0          | CN              | 0               | 0               | -                  | -                  | -                  | -          | -          | -          | 9      | 0      |
| 2012              | Odd               | ES                | 22         | 0          | CN              | 3               | 0               | -                  | -                  | -                  | -          | -          | -          | 25     | 0      |
| 2013              | Odd               | ES                | 22         | 0          | CN              | 4               | 0               | -                  | -                  | -                  | -          | -          | -          | 26     | 0      |
| 2014              | Odd               | ES                | 3          | 0          | CN              | 3               | 0               | -                  | -                  | -                  | -          | -          | -          | 6      | 0      |
| 2015              | Odd               | ES                | 8          | 0          | CN              | 4               | 2               | -                  | -                  | -                  | -          | -          | -          | 12     | 2      |
| 2016              | Bodø/Glimt        | ES                | 22         | 1          | CN              | 4               | 0               | -                  | -                  | -                  | -          | -          | -          | 26     | 1      |
| 2017              | Bodø/Glimt        | 1D                | 30         | 1          | CN              | 3               | 0               | -                  | -                  | -                  | -          | -          | -          | 33     | 1      |
| 2018              | Bodø/Glimt        | ES                | 12         | 0          | CN              | 4               | 0               | -                  | -                  | -                  | -          | -          | -          | 16     | 0      |
| Totale Bodø/Glimt | Totale Bodø/Glimt | Totale Bodø/Glimt | 64         | 2          |                 | 11              | 0               |                    | -                  | -                  |            | -          | -          | 75     | 2      |
| 2019              | BATĖ Borisov      | VL                | 4          | 0          | CB              | 1               | 0               | UCL+UEL            | 1+0                | 0                  | -          | -          | -          | 6      | 0      |
| 2020              | Stabæk            | ES                | 20         | 0          | -               | -               | -               | -                  | -                  | -                  | -          | -          | -          | 20     | 0      |
| gen.-ago. 2021    | Stabæk            | ES                | 1          | 0          | CN              | 1               | 0               | -                  | -                  | -                  | -          | -          | -          | 2      | 0      |
| Totale Stabæk     | Totale Stabæk     | Totale Stabæk     | 21         | 0          |                 | 1               | 0               |                    | -                  | -                  |            | -          | -          | 22     | 0      |
| ago.-dic. 2021    | Odd               | ES                | 4          | 0          | CN              | 1               | 0               | -                  | -                  | -                  | -          | -          | -          | 5      | 0      |
| Totale Odd        | Totale Odd        | Totale Odd        | 69         | 0          |                 | 16              | 2               |                    | -                  | -                  |            | -          | -          | 85     | 2      |
| Totale            | Totale            | Totale            | 137        | 2          |                 | 28              | 2               |                    | 1                  | 0                  |            | -          | -          | 166    | 4      |